# Koutammakou
Koutammouko, la Terra dei Batammariba è un paesaggio culturale del Togo settentrionale inserito dall'UNESCO tra i Patrimoni dell'umanità nel 2004. L'area contiene le tradizionali case di fango che rappresentano lo stile abitativo preferito.
Nel 2023 il sito è stato esteso per comprendere parte del territorio ricadente nel vicino Benin.